# Tryb konwersacyjny
Tryb konwersacyjny, tryb interakcyjny (ang. interactive computing) – sposób wykonywania zadań przez komputer, w którym użytkownik może na bieżąco bezpośrednio ingerować w proces wykonywania programu. Ten tryb pracy pozwala na wprowadzanie przez użytkownika poleceń oraz danych pojedynczo, obserwowanie wyników ich działania oraz reagowanie na nie.  